# Al-Kastal (Damaszek)
Al-Kastal (arab. القسطل) – miejscowość w Syrii, w muhafazie Damaszek. W 2004 roku liczyła 3486 mieszkańców.